# Пристанський
Пристанський (узб. Пристанский, Pristanskiy) — колишнє селище в Узбекистані, підпорядковане Нукуській міськраді Республіки Каракалпакстан. У 2000-их роках включене в межі міста Нукуса.
Населення 13 062 мешканці (перепис 1989).
Розташоване поблизу залізничної станції Нукус. Пристань на правому березі Амудар'ї. З'єднане поромною переправою з селищем Водник на лівому березі Амудар'ї.
Виробництво залізобетонних і столярних виробів, винно-горілчаний завод.